# 春風亭柳枝 (2代目)
2代目春風亭 柳枝（しゅんぷうてい りゅうし、文政5年（1822年）（逆算） - 明治7年（1874年10月12日）は、落語家。本名不詳。俳名を箕森庵二柳。
弘化時代に初代柳枝の門で春風亭栄枝。一旦廃業したが、文久初年（または文久2年）に師匠柳枝がトリを勤めていた吾妻橋際の東橋亭に出演し、その時に名も春風亭柳朝と改めている。明治元年に2代目春風亭柳枝を襲名する。
俳人としても秀でており安政の大地震が起きた時も『早冬になるや桂の割るゝ音』、『埋火をかきならしては独り言』と即詠している。
辞世の句は『今さめる酒が真言の月の雨』。戒名は全柳院量枝居士。墓所は墨田区向島の常泉寺に葬られた。墓石には「紅林」の文字が刻まれているが姓か屋号か定かでない。
門下に2代目春風亭柳朝、生人形（百面相）の初代松柳亭鶴枝らがいた。